# Суд присяжных (фильм)
«Суд присяжных» (англ. Trial by Jury) — американский триллер 1994 года режиссёра Хейвуда Гулда.

## Сюжет
Мафиозный босс Расти Пироне снова предстанет перед судом, его обвиняют в убийстве 11 человек, и окружной прокурор Дэниел Грэм полон решимости на этот раз посадить его за решетку — улик против него более чем достаточно. Но накануне процесса убит главный свидетель, и обвинение теперь строится на косвенных уликах. Работающий на Пироне бывший полицейский Томми Веси угрожает присяжной Валери Олстон — если Пироне сядет, пострадает её маленький сын. Пироне до суда выходит под залог и начинает преследовать Валери, испытывая к ней сексуальное влечение. На заседании одиннадцать присяжных голосуют за вердикт «виновен», и только Валери, настаивает, что нет, чем навлекает на себя гнев остальных присяжных, ведь вина Пироне очевидна. Не имея другого выхода, Валери решает соблазнить Пироне в его доме, а затем покончить с собой.

## В ролях
В главных ролях:
- Джоанн Уолли — Валери Олстон
- Арманд Ассанте — Расти Пироне, босс мафии
- Гэбриел Бирн — Дэниел Грэхэм, окружной прокурор
- Уильям Хёрт — Томми Виси, подручный Пироне

В остальных ролях:
- Кэтлин Куинлен — Ванда, жена Пироне
- Маргарет Уиттон — присяжный заседатель
- Эд Лотер — Джон Боил
- Ричард Портноу — Лео Греко
- Лиза Арринделл — Андерсон
- Джек Гуолтни — Тэдди Парнелл
- Грэм Джарвис — мистер Даффи
- Уильям Мозес — Пол Бейкер, присяжный заседатель
- Джо Сантос — Джони Вероне
- Бо Старр — Фил
- Брайан Шилович — Робби, сын Валери Олстон
- Стюарт Уитман — Эммет, отец Валери Олстон
- Дэвид Кроненберг — камео

## Критика
Фильм получил крайне отрицательные отзывы критиков, неоднократно был включён в топы «худшие фильмы»; на сайте Rotten Tomatoes его рейтинг 8 %; отмечалось, что это «убогий триллер с абсолютно смехотворными диалогами», по мнению критика газеты «Washington Post» фильм, развитие сюжета которого идёт «не правдоподобно и без какого-либо чувства логики» вряд ли достоин даже экранов провинциальных кинотеатров, и больше похож на телефильм, при этом отмечалось обилие в фильме звёздных актёров — что даже вызвало недоумение критиков:

Поди разберись, почему обладатель «Оскара» Уильям Хёрт («Поцелуй Женщины-Паука») растратил свой настоящий талант на нереальную, дрянно-глупую мелодраму, которая едва ли могла стать телевизионным фильмом.— Питер Трэверс, один из самых популярных американских кинокритиков, журнал «Rolling Stone»